# Johnny Walker (peleador)
Walker Johnny da Silva Barra de Souza (Río de Janeiro, 30 de marzo de 1992), conocido como Johnny Walker, es un artista marcial mixto brasileño que compite en la categoría de peso semipesado de Ultimate Fighting Championship (UFC). Siendo un competidor profesional desde 2013, ganó un contrato con UFC compitiendo en el programa Dana White's Contender Series. Desde el 25 de junio de 2024, está en la posición #9 del ranking de peso semipesado de UFC .

## Carrera de artes marciales mixtas

### Inicios
Walker hizo su debut profesional en diciembre del 2013, en los siguientes cuatro años peleó en su nativo Brasil y alrededores, consiguiendo un récord de 10 victorias y 3 derrotas con todas sus victorias por finalización.
Walker recibió  una oferta de un empresario escocés para entrenar allí y se mudó a ese país. Sin embargo, después de un mes, el cual no le pagaron, Walker decidió marcharse. A principios de 2018, Walker se mudó a Inglaterra donde peleó para distintas promociones y añadió tres victorias más a su récord, además ganó una oportunidad en el Dana White's Tuesday Night Contender Series en agosto de 2018. Aunque es originario de Brasil, Walker optó por representarse a sí mismo como de Inglaterra ya que sintió que era donde logró desarrollar su potencial.

### Dana White's Contender Series
Walker hizo su debut en Dana White's Contender Series el 11 de agosto de 2018, Enfrentó a Henrique da Silva y ganó la pelea vía decisión unánime. La victoria le consiguió a Walker un lugar dentro de UFC.

### Ultimate Fighting Championship

#### 2018
Walker debutó en UFC el 17 de noviembre del 2018, en UFC Fight Night 140, Walker venció a Khalil Rountree Jr. por nocaut en la primera ronda, ganando el premio de la Actuación de la Noche.

#### 2019
En su segunda pelea, enfrentó a Justin Ledet el 2 de febrero del 2019 en UFC Fight Night 144. Ganando el encuentro por nocaut técnico a los 15 segundos del primer asalto, ganando su segundo premio consecutivo a Actuación de la Noche.
Walker reemplazó a un lesionado Ovince Saint Preux en una pelea contra Misha Cirkunov el 2 de marzo de 2019, en UFC 235. Walker ganó la pelea por TKO en el primer asalto, lesionándose el hombro en la celebración. También ganó su tercer premio consecutivo a la Actuación de la Noche.

#### 2021
Walker enfrentó a Thiago Santos el 2 de octubre de 2021 en UFC Fight Night: Santos vs. Walker. Perdió la pelea por decisión unánime.

#### 2023
Walker enfrentó a Paul Craig el 21 de enero de 2023, en UFC 283. Ganó la pelea por TKO en el primer asalto.
Walker enfrentó a Anthony Smith el 13 de mayo de 2023, en UFC on ABC 4. Ganó la pelea por decisión unánime.
Walker enfrentó a Magomed Ankalaev el 21 de octubre de 2023, en UFC 294. La pelea terminó en sin resultado luego de que Ankalaev conectara un rodillazo ilegal en el primer asalto.

#### 2024
El par fue reprogramado para enfrentarse el 13 de enero de 2024, en UFC Fight Night 234. Walker perdió la pelea por KO en el segundo asalto.
Walker enfrentó a Volkan Oezdemir el 22 de junio de 2024, en UFC on ABC 6. Perdió la pelea por KO en el primer asalto.

## Campeonatos y logros
- Ultimate Fighting Championship
  - Actuación de la Noche (Cuatro veces) vs. Khalil Rountree Jr., Justin Ledet, Misha Cirkunov y Ion Cuțelaba[21][22][23][24]
- MMAJunkie.com
  - Nocaut del Mes de febrero de 2019 vs. Justin Ledet[25]
- European Beatdown
  - Campeonato de Peso Semipesado de EBD (Una vez)
- Ultimate Challenge MMA
  - Campeonato de Peso Semipesado de UCMMA (Una vez)

## Récord en artes marciales mixtas
| Récord profesional | Récord profesional | Récord profesional |
| 31 peleas          | 21 victorias       | 9 derrotas         |
| ------------------ | ------------------ | ------------------ |
| Nocaut             | 16                 | 6                  |
| Sumisión           | 3                  | 1                  |
| Decisión           | 2                  | 2                  |
| Sin resultado      | 1                  | 1                  |

| Resultado     | Récord   | Oponente                  | Método                            | Evento                                           | Fecha                    | Ronda | Tiempo | Localización                  | Notas                                                              |
| ------------- | -------- | ------------------------- | --------------------------------- | ------------------------------------------------ | ------------------------ | ----- | ------ | ----------------------------- | ------------------------------------------------------------------ |
| Derrota       | 21–9 (1) | Volkan Oezdemir           | KO (golpes)                       | UFC on ABC: Whittaker vs. Aliskerov              | 22 de junio de 2024      | 1     | 2:28   | Riad                          |                                                                    |
| Derrota       | 21–8 (1) | Magomed Ankalaev          | TKO (golpes)                      | UFC Fight Night: Ankalaev vs. Walker 2           | 13 de enero de 2024      | 2     | 2:42   | Las Vegas, Nevada             |                                                                    |
| Sin Resultado | 21–7 (1) | Magomed Ankalaev          | Sin Resultado (rodillazo ilegal)  | UFC 294                                          | 21 de octubre de 2023    | 1     | 3:13   | Abu Dhabi                     | Un rodillazo ilegal accidental dejó a Walker incapaz de continuar. |
| Victoria      | 21–7     | Anthony Smith             | Decisión (unánime)                | UFC on ABC: Rozenstruik vs. Almeida              | 13 de mayo de 2023       | 3     | 5:00   | Charlotte, Carolina del Norte |                                                                    |
| Victoria      | 20–7     | Paul Craig                | TKO (golpes)                      | UFC 283                                          | 21 de enero de 2023      | 1     | 2:16   | Río de Janeiro                |                                                                    |
| Victoria      | 19–7     | Ion Cuțelaba              | Sumisión (rear-naked choke)       | UFC 279                                          | 10 de septiembre de 2022 | 1     | 4:37   | Las Vegas, Nevada             | Actuación de la Noche.                                             |
| Derrota       | 18–7     | Jamahal Hill              | KO (puñetazo)                     | UFC Fight Night: Walker VS Hill                  | 19 de febrero de 2022    | 1     | 2:55   | Las Vegas, Nevada             |                                                                    |
| Derrota       | 18–6     | Thiago Santos             | Decisión (unánime)                | UFC Fight Night: Santos vs. Walker               | 2 de octubre de 2021     | 5     | 5:00   | Las Vegas, Nevada             |                                                                    |
| Victoria      | 18–5     | Ryan Spann                | KO (codazos y golpes)             | UFC Fight Night: Covington vs. Woodley           | 19 de septiembre de 2020 | 1     | 2:43   | Las Vegas, Nevada             |                                                                    |
| Derrota       | 17–5     | Nikita Krylov             | Decisión (unánime)                | UFC Fight Night: Lee vs. Oliveira                | 14 de marzo de 2020      | 3     | 5:00   | Brasília                      |                                                                    |
| Derrota       | 17–4     | Corey Anderson            | TKO (golpes)                      | UFC 244                                          | 2 de noviembre de 2019   | 1     | 2:07   | Ciudad de Nueva York          |                                                                    |
| Victoria      | 17–3     | Misha Cirkunov            | TKO (rodillazo volador y golpes)  | UFC 235                                          | 2 de marzo de 2019       | 1     | 0:36   | Paradise, Nevada              | Actuación de la Noche.                                             |
| Victoria      | 16–3     | Justin Ledet              | TKO (puñetazo giratorio y golpes) | UFC Fight Night: Assunção vs. Moraes 2           | 2 de febrero de 2019     | 1     | 0:15   | Fortaleza                     | Actuación de la Noche.                                             |
| Victoria      | 15–3     | Khalil Rountree Jr.       | KO (codazo)                       | UFC Fight Night: Magny vs. Ponzinibbio           | 17 de noviembre de 2018  | 1     | 1:57   | Buenos Aires                  | Actuación de la Noche.                                             |
| Victoria      | 14–3     | Henrique da Silva         | Decisión (unánime)                | Dana White's Contender Series Brazil 2           | 11 de agosto de 2018     | 3     | 5:00   | Las Vegas, Nevada             |                                                                    |
| Victoria      | 13–3     | Cheick Kone               | TKO (golpes)                      | European Beatdown 3                              | 17 de marzo de 2018      | 1     | -      | Mons                          | Ganó el Campeonato de Peso Semipesado de EBD.                      |
| Victoria      | 12–3     | Jędrzej Maćkowiak         | KO (rodillazo y golpes)           | Krwawy Sport 1: Southampton                      | 11 de marzo de 2018      | 2     | 2:42   | Southampton                   | Pelea en peso pesado.                                              |
| Victoria      | 11–3     | Stuart Austin             | KO (rodillazo)                    | Ultimate Challenge MMA 54                        | 10 de febrero de 2018    | 1     | 2:44   | Londres                       | Ganó el Campeonato Peso Semipesado de UCMMA.                       |
| Victoria      | 10–3     | Rodrigo Jesus             | TKO (golpes)                      | Brave Combat Federation 8: The Rise of Champions | 12 de agosto de 2017     | 1     | 2:18   | Curitiba                      |                                                                    |
| Victoria      | 9–3      | Luis Guilherme de Andrade | Sumisión (guillotine choke)       | Katana Fight: Gold Edition                       | 25 de marzo de 2017      | 1     | 0:29   | Colombo                       | Regreso al peso semipesado                                         |
| Derrota       | 8–3      | Henrique Silva            | KO (golpes)                       | Jungle Fight 88                                  | 25 de junio de 2016      | 1     | 0:18   | Poços de Caldas               |                                                                    |
| Victoria      | 8–2      | Fábio Vasconcelos         | TKO (golpes)                      | Imortal FC 4: Dynamite                           | 21 de mayo de 2016       | 1     | 4:10   | São José dos Pinhais          |                                                                    |
| Derrota       | 7–2      | Klidson Farias de Abreu   | Sumisión (rear-naked choke)       | Paluney Electrica                                | 10 de octubre de 2015    | 2     | 3:10   | Curitiba                      | Por el Campeonato vacante de Peso Pesado de Samurai FC.            |
| Victoria      | 7–1      | Murilo Grittz             | TKO (golpes)                      | PRVT: Garuva Top Fight                           | 16 de agosto de 2015     | 1     | 0:56   | Santa Catarina                |                                                                    |
| Victoria      | 6–1      | Marck Polimeno            | Sumisión (rear-naked choke)       | PRVT: Afonso Pena Top Fight 3                    | 28 de junio de 2015      | 1     | 0:38   | São José dos Pinhais          |                                                                    |
| Victoria      | 5–1      | Ricardo Pandora           | TKO (golpes)                      | Imortal FC 1: The Invasion                       | 13 de junio de 2015      | 1     | 3:20   | São José dos Pinhais          |                                                                    |
| Victoria      | 4–1      | Andrew Flores Smith       | TKO (golpes)                      | Peru Fighting Championship 21                    | 28 de mayo de 2015       | 3     | 0:28   | Lima                          |                                                                    |
| Derrota       | 3–1      | Wagner Prado              | TKO (golpes)                      | Team Nogueira Beach                              | 29 de noviembre de 2014  | 2     | 3:40   | Río de Janeiro                |                                                                    |
| Victoria      | 3–0      | João Vitor Lopes da Silva | TKO (golpes)                      | Gigante Fight MMA 2                              | 11 de octubre de 2014    | 1     | -      | Río de Janeiro                |                                                                    |
| Victoria      | 2–0      | Vitor Casanova            | TKO (golpes)                      | Ubá Fight 5                                      | 13 de septiembre de 2014 | 1     | 4:38   | Ubá                           |                                                                    |
| Victoria      | 1–0      | Francisco Francisco       | TKO (rodillazo y golpes)          | Circuito Invictus de MMA 2                       | 14 de diciembre de 2013  | 1     | 0:49   | Río de Janeiro                |                                                                    |